# ATV Leipzig 1845
Der Allgemeine Turnverein zu Leipzig von 1845 e. V. (kurz: ATV Leipzig 1845) ist ein am 30. Juli 1845 gegründeter Sportclub, der aktuell in die Abteilungen Hockey, Tennis, Lacrosse, Frisbee, Volleyball und Gymnastik gegliedert ist. Seine Anlage befindet sich unweit des Wahrzeichens Leipzigs – dem Völkerschlachtdenkmal. Sie umfasst zwei Naturrasenplätze, acht Sandplätze (Tennis), zwei Beachvolleyballfelder und einen Kunstrasenplatz sowie Hockeynaturrasenplatz.
Bekannt wurde der Verein in der jüngeren Vergangenheit größtenteils durch seine Hockeyabteilung, durch die es zur Ausrichtung der Juniorinnen-EM 2000, der ersten Hallenhockeyweltmeisterschaft 2003, der Europameisterschaft der Männer auf dem Feld 2005 sowie der Doppel-Hallen EM 2012 kam.
Seit einigen Jahren bringt der Verein aus der beschriebenen Abteilung, gerade im weiblichen Bereich, regelmäßig Jugendnationalspieler hervor.

## Geschichte
Am 30. Juli 1845 wurde der Allgemeine Turnverein zu Leipzig gegründet. Zu den Gründern zählten Carl Ernst Bock, Karl Biedermann und Moritz Schreber.

„Am 24. August eröffnete der neugestiftete Turnverein in Leipzig den Turnplatz, nachdem eine zahlreich besuchte Versammlung im Schützenhause vorgegangen war, in welcher von drei Mitgliedern des Turnraths Vorträge gehalten wurden. Der Vorsitzende, Prof. Dr. Biedermann, besprach das Turnen, als ein culturgeschichtliches Moment vom geistigen, sittlichen und socialen, wie der Redner nach ihm, Prof. Dr. Bock, vom ärztlichen Standpunkte aus, woran Dr. Schreber einen kurzen Vortrag über das Turnen als orthopädisches Heilmittel knüpfte. Nachdem hierauf Turnlehrer Heusinger aus Dresden Gruß und Glückwunsch vom dresdener Turnvereine überbracht hatte, zog die Versammlung zur Einweihung des nahe gelegenen Turnplatzes ab.“

Am 16. November 1845 konstituierte sich der seit dem Sommer des Vorjahres bestehende Verein förmlich, indem der provisorische Turnrat durch einen gewählten ersetzt und eine Beratung über die Satzung aufgenommen wurde. Gleichzeitig wurde an den Stadtrat ein Gesuch zur Einrichtung einer dauerhaften Turnhalle gerichtet. Bisher standen dafür nur Provisorien zur Verfügung; so hatte etwa der Buchhändler Karl August Reimer  ein Gebäude zur Verfügung gestellt, damit der Übungsbetrieb während des Winters weitergeführt werden konnte.
1846 wurde der Turnplatz an der Holzgasse eingeweiht. Im darauffolgenden Jahr stand die erste städtische Turnhalle dem ATV zur ganzjährigen Nutzung zur Verfügung. 1848 wurde das erste Mal Damenturnen eingeführt. In diesem Jahr zählte der Verein bereits 770 Mitglieder und das nicht nur im Turnen, sondern auch 30 Mitglieder im Sängerverein, 80 in der Turnwehrmannschaft und 180 in der Lösch- und Rettungskompanie.
1850 erteilte die Stadt Leipzig den Auftrag, dass die Knaben der III. Bürgerschule als erste Turnunterricht im Verein erhalten sollen. Im Jahre 1853 kamen weitere Schulen dazu.
1860 fand in Coburg das erste Deutsche Turn- und Jugendfest statt. Der ATV war daran, wie auch an allen folgenden Deutschen Turnfesten bis 1945, beteiligt.
Vom 1. bis 5. August 1863 richtete der ATV das 3. Allgemeine Deutsche Turnfest in Leipzig aus. Der Verein zählte in diesem Jahr 2552 Mitglieder in 36 Riegen. Zudem übertrug die Stadt dem Verein die Durchführung des ganzjährigen Turnunterrichts sämtlicher städtischer Schulen und erklärte diesen für obligatorisch.
1867 trat ein Teil der Mitglieder aus dem ATV aus und gründete den Leipziger Turnverein (Westvorstadt), der sich später Turn- und Sportverein 1867 nannte. 1868 gründete sich die „Deutsche Turnerschaft“ (DT) in Weimar. Der ATV wurde durch die Turnräte Schürmann und Brettschneider vertreten.
1876 erklärte der ATV am 16. Februar seine Zugehörigkeit zur Deutschen Turnerschaft. 1886 wurde die Riegenvereinigung, 1888 die „Spielvereinigung“ des ATV gegründet.
Turner der vereinigten Riegen begannen damit, Schlagball und Fußball auf den Bauernwiesen zu spielen.
Während des 7. Deutschen Turnfestes in München 1889 trugen erstmals Mitglieder der Spielvereinigung des ATV ein Fußballspiel gegen eine Londoner Clubmannschaft aus.
Vom 6. Januar 1892 bis 1898 war Justus Carl Lion Vorsitzender des ATV und danach Ehrenvorsitzender.
1893 unterstützte der ATV durch ein Schauturnen am 18. Oktober die Initiative des Deutschen Patriotenbundes zur Errichtung eines Völkerschlachtdenkmals in Leipzig.
Zum 50-jährigen Stiftungsfest 1895 wurde folgende Bilanz gezogen: es gab 1576 Mitglieder in 11 Vereinsabteilungen und -klassen; 67 Vorturner; eine Spielabteilung mit 88 Mitgliedern und Spielbetrieb im Fußball, Schleuderball, Schlagball, Faustball, Cricket und Lawn-Tennis.
1906 wurde der ATV ein „Verein mit Gaurechten“.
1899 erhielt die letzte städtische Schule ihre eigene Turnhalle. Damit hatte der Verein die ihm 1863 übertragene Aufgabe zu Ende geführt.
Vom 12. bis 16. Juli 1913 fand das 12. Deutsche Turnfest in Leipzig statt. Der ATV wirkte an den Vorbereitungen mit 200 Mitgliedern mit. An Vorführungen und Wettkämpfen beteiligten sich 1229 Turner des ATV.
Am 18. Oktober 1913 nahm der ATV an den Eilbotenläufen der Deutschen Turnerschaft zur Weihe des Völkerschlachtdenkmals teil.
Zum 75. Stiftungsfest im Jahre 1920 fanden turnerische und leichtathletische Wettkämpfe statt.
1922 bot der ATV neben dem Turnen eine Spiel- und Sportabteilung mit Fuß-, Faust-, Schlag- und Handball sowie volkstümlichen (leichtathletischen) Übungen, eine Schwimmriege (im Königin-Carola-Bad), eine Fechterabteilung und eine Gesangsabteilung an. Im darauffolgenden Jahr kam noch Stockball (Hockey) dazu.
Am 24. August 1924 wurde der neue Spielplatz am Völkerschlachtdenkmal eingeweiht.
1931 umfasste die Spiel- und Volksportabteilung folgende Sparten: Volksturnen (Leichtathletik), Faust-, Hand-, Fuß- und Stockball (Hockey) sowie Tennis, Eishockey, Skilaufen, Schwimmen und Wassersport.
Im Zuge der Gleichschaltung aller Sportverbände im Jahre 1936 löste sich die Deutsche Turnerschaft auf. Die Turner gehörten von diesem Zeitpunkt an zur Fachsäule I des DRL, der ab 1938 als Nationalsozialistischer Reichsbund für Leibesübungen unter den Schutz der NSDAP gestellt wurde.
1940 fand das erste Leipziger Hallenhockeyturnier im Männerturnsaal des ATV statt, welches der ATV gewann.
Im April 1940 waren bereits 200 Mitglieder des ATV im Krieg, weitere im Arbeitsdienst. Der ATV versuchte trotzdem den Spielbetrieb und das Vereinsleben fortzuführen.
Am 20. Dezember 1945 wurde der Verein auf Befehl der Alliierten Kontrollbehörde nach dem Kontrollratsgesetz Nr. 2 vom 10. Oktober 1945 sowie der Direktive Nr. 23 vom 17. Dezember 1945 aufgelöst. Die Direktive Nr. 23 regelte gleichzeitig den Aufbau neuer Sportstrukturen.
Die Sportgemeinschaft Leipzig Probstheida bildete sich 1946 aus ehemaligen Mitgliedern des ATV 1845 und des VfB Leipzig, der ebenfalls von ehemaligen ATV-Mitgliedern gegründet wurde. Frühere Mitglieder waren in der Abteilung 2 (Zentrum Süd) unter anderem in den Sportarten Schwimmen, Faustball, Hockey, Fußball, Leichtathletik, Gymnastik und Rollschuhsport aktiv.
Am 12. Juni 1949 wurden die Männer des ATV in der sowjetischen Besatzungszone Vizemeister im Hockey. Die Frauenmannschaft wurde in diesem Jahr Stadtmeister.
In den Jahren 1949 und 1950 entstand im Zuge der Gründung der Betriebssportgemeinschaften (BSG) aus der SG Probstheida die BSG „Erich Zeigner“. Aus dieser gingen später die bis 1990 bestehenden BSG Einheit Ost sowie die BSG Einheit Zentrum (EZL) hervor.
1951 holte die BSG EZL 5 DDR Meistertitel im Hockey. Auch in den Folgejahren spielten die Frauen und Männer immer in der höchsten Spielklasse der DDR, selbst nach der Gründung des Sportclubs und der damit verbundenen Delegierung der besten Spieler (Herren) zum SC Leipzig.
Seit dem ersten Hockey-Länderspiel einer DDR-Auswahl im Jahre 1951 waren Spieler der BSG EZL ständig in Auswahlmannschaften vertreten.
Im Tennis herrschte trotz Platzmangels ein intensiver Spielbetrieb; die 1. Damen- und Herrenmannschaften spielten in der obersten Liga.
An den Olympischen Spielen 1964 in Tokio nahmen einige Mitglieder der BSG EZL im Hockey teil. In den 1970er-Jahren wurden die beiden Sektionen Fußball und Gymnastik gegründet. In den folgenden 1980er-Jahren kamen die Sparten Popgymnastik, Leichtathletik, Schwimmen und Wandern hinzu.
1989 gehörten der BSG Einheit Zentrum 819 Mitglieder an, davon 375 im Tennis, 212 im Hockey, 56 im Fußball, je 38 im Schach und Kegeln, 24 in der Gymnastik, 23 im Schwimmen, je 20 in der Leichtathletik und in der Popgymnastik und 13 in der Sektion Wandern.
Am 1. Juli 1990 wurde als Rechtsnachfolger des 1945 aufgelösten Vereins der Allgemeine Turnverein zu Leipzig von 1845 e. V. wiedergegründet und am 13. September in das Vereinigungsregister der Stadt Leipzig eingetragen. Er zählte 366 Mitglieder, die in den Abteilungen Hockey, Tennis, Fußball und Gymnastik organisiert sind.
1991 spielten die Hockey-Damen des ATV als einzige Mannschaft der neuen Bundesländer in der ersten Bundesliga.
Nach der Feldsaison 1991 traf das auch auf die Hallensaison 1992/1993 zu.
Im Januar 1995 wurde der Verein Talentstützpunkt für Sachsen im Tennis.
1996 wurde infolge des Wiederaufstiegs der Damen in die Bundesliga der erste Kunstrasenplatz auf der Anlage des ATV eingeweiht. 2000 war der Verein Austräger der Juniorinnen-Europameisterschaft im Hockey, ehe der ATV 2003 die erste Hallenhockey-Weltmeisterschaft veranstaltete.
2004 errang die weibliche Jugend A des Leipziger Clubs als erste und bisher einzige ostdeutsche Mannschaft den Deutschen Meistertitel im Feldhockey.
2005 richtete der Verein die Feldhockey-Europameisterschaft der Herren aus, durch die der ATV einen neuen Kunstrasen erhielt. In der Feldsaison 2008/09 schafften die ersten Herren im Hockey erstmals den Sprung in die zweite Bundesliga.
Vom 13. bis 15. Januar 2012 richtete der Verein in Kooperation mit dem DHB und der Stadt Leipzig die Hallenhockey-Europameisterschaft der Herren und Damen in der Arena Leipzig aus.
Im Juli 2013 wurde der Verein durch die Gründung der Abteilung Frisbee durch Aufnahme der Mitglieder der Ultimate Frisbee-Gruppe „Saxy Divers Leipzig“ erweitert.
2015 gliederte der Verein die Sektion Lacrosse ein und übernahm damit die Damenmannschaft der 1. Bundesliga Ost, die Herrenmannschaft der 2. Bundesliga Ost und den im Aufbau befindlichen Jugendkader.
Vom 4. bis 8. Februar 2015 richtete der Verein mit dem DHB, der Stadt Leipzig und dem SHV die 4. Hallenhockey-Weltmeisterschaft der Damen und Herren wieder in der Arena Leipzig aus.

## Erfolge
DDR-Meistertitel Tennis
- weibl. Kinder: 1979, 1987, 1988, 1989 Mannschaftsmeister
- Mädchen – Doppel: 1989 Sabine Mehnert und Franka Wiemers
- Mädchen – Einzel: 1988 Sabine Mehnert
- weibl. Jugend: 1979 Mannschaftsmeister
- Damen – Doppel: 1986 Harriet Berger und Inka Surkus

DDR-Meistertitel Hockey
- Damen: Feld 1989 | Halle 1951, 1952, 1979, 1989
- Herren: Feld 1951, 1964, 1971, 1974 | Halle 1951, 1952, 1975
- weibl. Jugend: Feld 1950, 1952, 1955, 1957, 1959, 1989 | Halle 1950, 1951, 1952, 1955, 1983, 1987, 1988
- weibl. Kinder: Feld 1983, 1984, 1986, 1987, 1988, 1989 | Halle 1980, 1985, 1988

Deutsche Meistertitel
- Hockey – weibl. Jugend A Feld 2004

## Hockey-DDR-Nationalspieler des ATV Leipzig
| Herren                  | Zeitraum | Anzahl Spiele | Damen             | Zeitraum   | Anzahl Spiele |
| ----------------------- | -------- | ------------- | ----------------- | ---------- | ------------- |
| Werner Grabo            | 1950     | 2             | Edit Schreibe     | 1954       | 1             |
| Karl Funke              | 1952     | 1             | Dorle Bradtke     | 1954–58    | 9             |
| Hans-Joachim Rohrwacher | 1952–56  | 14            | Gitta Remmler     | 1954–58    | 8             |
| Joachim Weiskopf        | 1956–63  | 13            | Rosemarie Uecker  | 1955–58    | 5             |
| Hans-Dietrich Sasse     | 1963–79  | 79            | Ingeborg Sasse    | 1970–80    | 25            |
| Reinhart Sasse          | 1966–79  | 81            | Elke Lückert      | 1977–90    | 80            |
| Bernd Jabin             | 1971     | 4             | Regina Kratz      | 1979–81    | 7             |
| Wolfgang Remmler        | 1974     | 2             | Elenor Hofmann    | 1983–84    | 7             |
| Gerhard Langer          | 1975–78  | 10            | Andrea Kunad      | 1987–90    | 22            |
| Lutz Rademacher         | 1978     | 1             | Kerstin Reinhardt | 1987–90    | 11            |
| Lutz Nordmann           | 1980     | 2             | Sabine Sasse      | 1987–90    | 27            |
| Kai Müller-Hegemann     | 1981     | 1             | Sabine Schwarz    | 1989       | 2             |
| Tim Gräfe               | 1986–90  | 12            | Ines Thieme       | 1989       | 3             |
| Jan Wieczorek           | 1990     | 1             | Ulrike Sluga      | 1989–90    | 3             |
|                         |          |               | Heidi Wiedersich  | 1989–1996* | 14*           |

* Heidi Wiedersich: inklusive Spiele für die deutsche Nationalmannschaft nach der Wiedervereinigung